# Rio Los Esclavos
Rio Los Esclavos é um rio centro-americano da Guatemala.